# Digestive biscuit

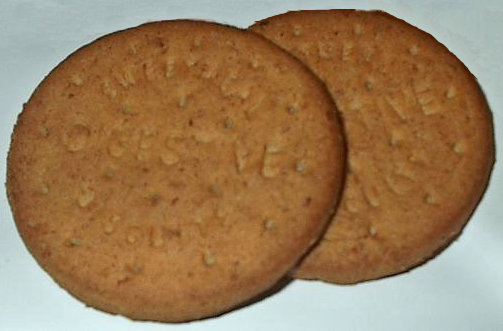
Deux digestive biscuits.

Un digestive ou digestive biscuit est une sorte de biscuit écossais. Son nom provient de sa réputation d'antiacide, due au fait qu'ils contenaient du bicarbonate de soude aux débuts de leur production.

## Ingrédients
Typiquement, un digestive biscuit contient de la farine de blé, de l'huile de palme, du sucre, de la farine de blé complète, du sirop de sucre, de la levure chimique et du sel. Chaque biscuit contient environ 70 calories, chiffre qui varie selon sa production.

## Consommation

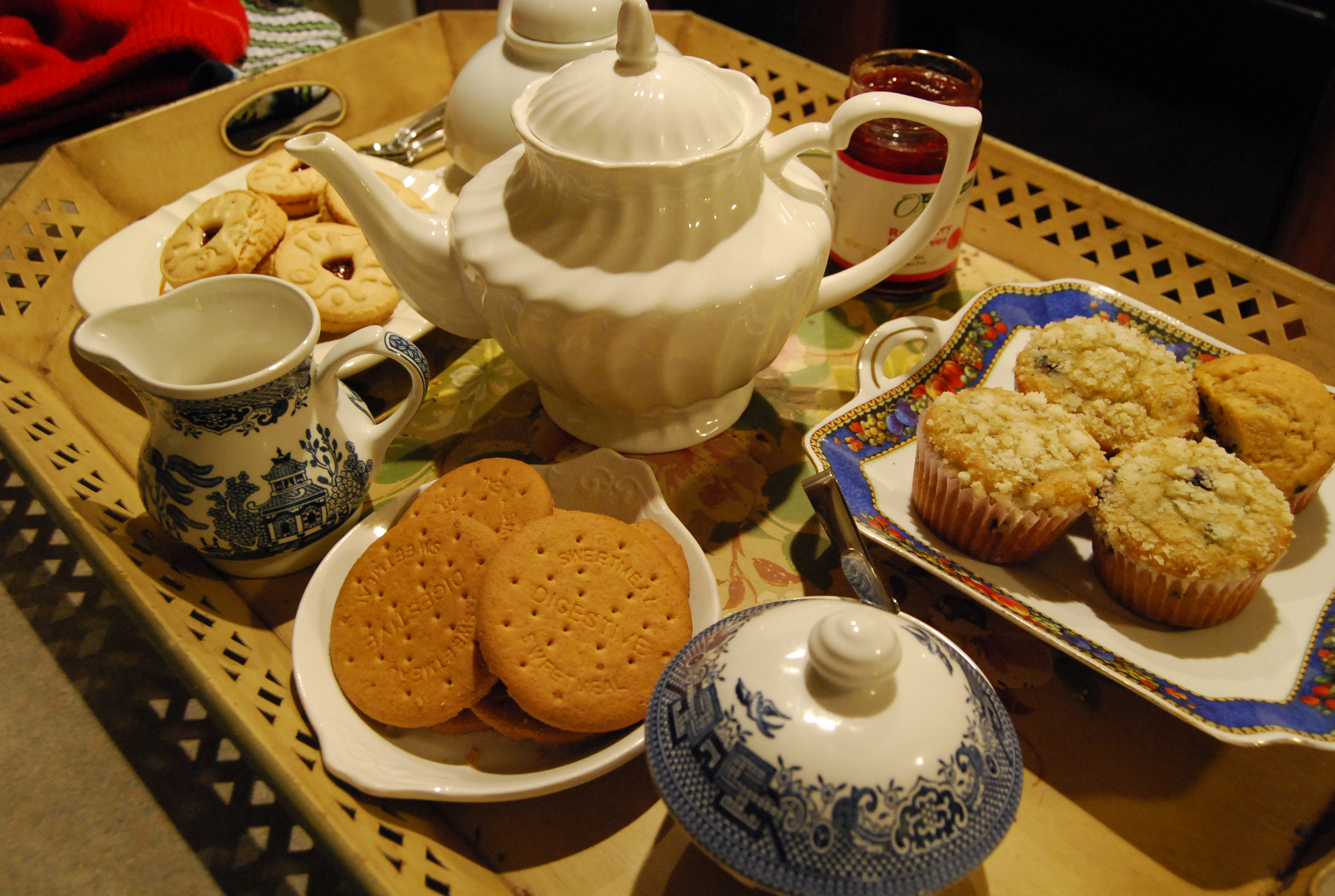
Plateau de thé anglais traditionnel comprenant des digestive biscuits.

Dans le Royaume-Uni, les digestive biscuits sont souvent mangés accompagnés d'une tasse de thé. On les trempe souvent dans le thé avant de les manger rapidement parce qu'ils se désintègrent facilement.
Chaque année, 71 millions de paquets de ces biscuits sont vendus dans le Royaume-Uni ; ils y sont consommés au rythme de 51 biscuits par seconde. Soit un paquet moyen de 226 biscuits…
Ils sont aussi utilisés en tant qu'ingrédient dans des recettes de pâtes pour cheesecakes et autres desserts similaires.

## Digestive biscuitsau chocolat
Il existe aussi plusieurs variétés de digestive biscuits recouverts d'un côté de chocolat noir, au lait ou blanc. L'entreprise McVitie's commença à en produire en 1925.
Aujourd'hui, on trouve beaucoup d'autres variétés, dont ceux parsemés d'éclats de chocolat ou recouverts de caramel, au chocolat à la menthe, etc.
L'auteur américain Bill Bryson décrivit les digestive biscuits au chocolat comme « un chef-d’œuvre britannique ».